# Wangan Midnight (videojuego de 2007)
Wangan Midnight (湾岸ミッドナイト Wangan Middonaito?) es un videojuego de carreras desarrollado y publicado por Genki para PlayStation 3. Se basa en el cómic japonés ganador de premios del mismo nombre creado por Michiharu Kusunoki en 1992. El Blu-ray de Wangan Midnight para PlayStation 3 fue lanzado en Japón, Hong Kong, Singapur y Taiwán el 5 de julio de 2007. El juego se ejecuta en 1920x1080@60 Hz en un televisor Full HD.
Este juego fue precedido por una versión de PlayStation 2 lanzada el 21 de marzo de 2002 y le sigue una secuela lanzada un mes después en PlayStation Portable. Esta serie de juegos no está relacionada con la serie similar Wangan Midnight Maximum Tune creada por Bandai Namco.

## Modos de juego
Los modos de juego básicos son el Modo Historia que sigue la trama del manga según el punto de vista de los personajes principales. El modo de contrarreloj se basa en contrarrelojes, y el modo de carrera libre permite al usuario conducir la Autopista Shuto seleccionando sus puntos de partida sin carreras, y puede conducir en cualquier lugar de la Autopista Shuto. El modo One Match está hecho para juegos rápidos cara a cara contra los personajes. Wangan Connection es el modo de juego en línea que permite a las personas crear, hospedar y unirse a juegos en línea con hasta otros tres jugadores.
A través de la progresión del juego, el usuario puede desbloquear dos modos de juego adicionales, el modo de supervivencia y el modo de velocidad máxima.
El Modo Supervivencia enfrenta al jugador con personajes de la serie. El objetivo es vencer a una cantidad designada de rivales sin perder. Si el jugador pierde, el juego termina. El Modo Supervivencia se divide en tres clases. Rookie tiene 20 rivales y corre en el C1. Runner tiene 50 rivales y corre en New Belt Line. Monster tiene 99 rivales y se ejecuta en Wangan, parte de New Belt Line, y Yokohane.
El modo de velocidad máxima es donde el jugador conduce un automóvil de su elección en el curso de prueba de Yatabe. El objetivo es ir lo más rápido posible sin que se reviente el motor.

## Personajes destacados y vehículos
El juego presenta a los personajes principales del cómic más algunos personajes cruzados tomados de la serie de juegos principal del desarrollador. El elenco de voces de los personajes del modo historia es el mismo que el de la serie de anime, pero menos Tokuyoshi Kawashima debido a que su personaje, Masaki, se omite en el anime. Yoshiaki Ishida no se encuentra en el juego debido a la licencia del vehículo, sin embargo, aparece en el anime.
Todos los vehículos son modelos con licencia de los fabricantes japoneses Nissan, Toyota, Mitsubishi, Mazda y Subaru. El único fabricante de automóviles no japonés es RUF, un sintonizador europeo de modelos Porsche.

### Escenario (corredores)
El juego presenta varios autos tuneados tomados del cómic original, autos nuevos o versiones mejoradas que se pueden desbloquear en el modo Historia. Un camión de transporte expreso también está disponible en el último escenario (Yasu-san) una vez desbloqueado.
Dos escenarios están disponibles al inicio del juego (Akio y Black Bird), ocho escenarios adicionales son desbloqueables.
- Akio Asakura (朝倉アキオ) (CV: Shun Oguri): Nissan Fairlady Z (S30) ver.1/ver.2 también conocido como "Devil Z" (悪魔のZ, Akuma no Zetto)

Akio es el protagonista principal de la serie, un estudiante de 19 años que vive solo. Conducía por la Wangan a bordo de un Nissan Fairlady Z (Z31) con Ma cuando fue derrotado fácilmente por el Porsche "Blackbird". Luego encontró el cuerpo desechado de un Fairlady Z (S30) sintonizado en azul conocido como "Devil Z" en el que compró y restauró en buenas condiciones. Su vida deportiva comenzó desde entonces.
- Tatsuya Shima (島達也) (CV: Shinichiro Miki): RUF BTR (930), Ruf CTR (964) ver.1/ver.2 también conocido como "Blackbird" (ブラックバード)

Cirujano de día y piloto de carreras de noche, este hombre conduce un RUF (Porsche tuneado) negro apodado como el "Blackbird". Era el que competía con el propietario original del Devil Z cuando se estrelló. Amigo cercano de Eriko, asume el papel de cuidarla en lugar de su hermano muerto. Cuando conoció a Kitami, le pidió que ajustara el Blackbird para que coincidiera con el Devil Z.
- Reina Akikawa (秋川零奈) (CV: Reiko Suhou): Nissan Skyline GT-R (BNR32) ver.1/ver.2/ver.3/ver.4

Personalidad de la televisión y modelo de revista, hace este trabajo frenético y decide hacer funcionar su GT-R en el Wangan todas las noches. Una noche, se encontró con Devil Z y Blackbird en una carrera y decidió unirse, pero su auto giró y se estrelló. Su GT-R está afinado por Kazuhiko Yamamoto. El principal interés amoroso de Akio, también parece albergar sentimientos hacia Akio.
- Kouichi Hiramoto (平本 洸一) (CV: Daisuke Namikawa): Nissan Skyline GT-R (BNR32) ver.1/ver.2

Un hombre trabajador en Green Auto Shop que a menudo corre en Wangan con su amigo Harada hasta que un día, los dos se encuentran con el GT-R de Reina, lo que hace que Hiramoto decida comprar su propio auto. Luego se obsesiona con tunear su R32 GT-R plateado que su esposa embarazada, Megumi, le dejó por esa misma razón.
- Harada (原田) (CV: Tsubasa Yonaga): Nissan Fairlady Z (Z31) ver.1/ver.2

El amigo de Hiramoto también trabaja en Green Auto Shop y lo ayudó a ajustar su R32 para competir con Devil Z y Blackbird en Wangan. Conduce un Nissan Fairlady (Z31) cuyo motor se sobrecalentó cuando se encontró con el Blackbird y trató de perseguirlo.
- Masaki (マサキ) (CV: Tokuyoshi Kawashima): Mazda RX-7 Tipo RZ (FD3S) ver.1/ver.2
- Yamanaka (山中) (CV: Kouzou Mito): Nissan Skyline GT-R v-spec (BCNR33)

Mecánico jefe del taller de tuning Speed Factory RGO. Conduce un GT-R (R33).
- Keiichiro Aizawa (相沢 圭一郎) también conocido como "Kei" (ケイ) (CV: Kenichi Suzumura): Toyota Supra RZ (JZA80) ver.1/ver.2 también conocido como "Monster Supra" (モンスタースープラ)

El personaje que conduce el Supra RZ, apodado como el "Monster Supra" sintonizado por Kou Tominaga y Akio Asakura. Después de ver Devil Z, decidió perseguirlo.
- Takayuki Kuroki (黒木 隆之) (CV: Akimitsu Takase): Nissan Skyline GT-R V-spec (BCNR33) ver.1/ver.2

Un estudiante devoto de las carreras callejeras, pasa horas simplemente analizando su vasto almacén de datos y elaborando estrategias. Él cree firmemente en la superioridad del Nissan Skyline GT-R (R33) y se niega a conducir cualquier otra cosa. Su intelecto es formidable y pone en marcha sus planes con absoluta precisión y confianza. Es uno de los pocos pilotos que logró obtener una victoria limpia uno a uno sobre Tatsuya Shima pero, cuando se enfrentó a Akio, el motor se sobrecalentó y explotó. Además, es ferozmente independiente y no está asociado con ningún tuneador como algunos de sus rivales.
- Yasu-san (安さん) (CV -): Nissan Diesel Quon/Express carrier ("Seaside Express")

El conductor del camión de transporte expreso contra el que Akio estrelló el Devil Z.

### Escenario (otros)
El modo historia presenta personajes no jugables que no son corredores. Estos son principalmente tuneadores.
- Jun Kitami (北見 淳) (CV: Kenta Miyake):

Jun Kitami es el dueño de Kitami Cycle (キタミサイクル), el taller que tuneó el Z de Akio y el Blackbird de Tatsuya.
- Yuichi Takagi (高木 優一) (CV: Bon Ishihara):

Takagi hizo trabajo de carrocería en el Devil Z en su Body Shop Sunday.
- Kazuhiko Yamamoto (山本 和彦) (CV: Tomoyuki Shimura):

Kazuhiko Yamamoto es dueño de la tienda YM Speed (山本自動車). Él es el que tuneó el GT-R de Reina (R32) y conduce su propio Skyline GT-R (R34).
- Eriko Asakura (朝倉 えりこ) (CV: Mamiko Noto):

La hermana del propietario original del Devil Z (que comparte el mismo nombre que el Akio Asakura que lo conduce actualmente) y el interés amoroso de Tatsuya. Ella roba el Devil Z una vez y Blackbird y Akio la detienen.

### No personalizado
Se pueden desbloquear cinco vehículos de personaje no jugador en la clase Novato del modo Supervivencia. Estos son vehículos de tráfico "No personalizados" propiedad de un conductor anónimo (Hayashi).
1. Toyota Mark II Tourer V (JZX90)
2. Toyota Mark II Tourer V (JZX90) versión taxi
3. Toyota TownAce GL (KR42V)
4. Mitsubishi Galant 2.0 DOHC Turbo VR-4 (E39A)
5. Subaru Legacy Touring Wagon GT (BF5)

### Recuerdos
Seis corredores adicionales de la serie de manga Wangan Midnight estarán disponibles una vez que se complete el arco de la historia de Yasu-san.
- Jun Kitami: Nissan Fairlady Z (S30)
- Masaki: Mazda RX-7 ∞-III (FC3S), Nissan Fairlady Z (HGS130)
- Ohta: Mazda Savanna RX-3
- "Gatchan": Nissan Fairlady Z (HGZ31)
- Kouichi Aizawa: Toyota Celica XX (MA61)
- Yamashita: Nissan Fairlady Z Versión S 2 plazas (GCZ32)

### Corredores de medianoche
Trece corredores adicionales y sus autos tuneados tomados del cómic están disponibles una vez que se completa la clase de corredor del modo Supervivencia.
- Gen Sasaki también conocido como "Gatchan": Toyota Celsior 4.0C (UCF11)
- Yamanaka: Nissan Skyline GT-R V-spec (BCNR33)
- Kazuhiko Yamamoto: Nissan Skyline GT-R V-spec (BCNR33)
- Eiji Kamiya:  Mitsubishi Lancer Evolution V GSR (CP9A)
- Maki Kamiya: Mitsubishi Lancer Evolution VI GSR (CP9A)
- Kouichi Kijima: Mazda RX-7 ∞-III (FC3S)
- Oki': Mazda RX-7 Tipo RZ (FD3S)
- Gen Gotoh: Nissan Skyline GT-R V-spec II (BNR34)
- Tomoya: Nissan Skyline GT-R (BNR32)
- Makoto Morishita: Nissan Fairlady Z Versión S 2 plazas (GCZ32)
- Masaki: Toyota Aristo V300 (JZS161)
- Kou: Mazda RX-7 ∞-III (FC3S)
- Akio Asakura

Coche: Nissan Fairlady Z 300ZX (Z31)

### Shutokou Battle
Autos de bonificación tomados de la Shutokou Battle de Genki, incluidos rivales famosos que regresan de Shutokou Battle X lanzados en Xbox 360 en septiembre de 2006 aparecen en este juego Wangan Midnight. Estos autos especiales con trabajos de pintura personalizados y calcomanías se desbloquean una vez que se completa la Clase de Monstruo del Modo Supervivencia.
- King Speed (迅帝): Subaru Impreza WRX STI spec C (GDB)
- Rolling Guy no.1 (ローリング野郎1号): Toyota Sprinter Trueno (AE86)
- The Rook (ザ・ルーク): Toyota Supra (JZA80)
- The Bishop (ザ・ビショップ): Toyota Supra (JZA80)
- The Knight (ザ・ナイト): Toyota Supra (JZA80)
- Blood Hound (ブラッドハウンド): Toyota Aristo (JZS61)
- Melancholy Angel (ユウウツな天使): Mazda RX-8 (SE3P)
- White Charisma (白いカリスマ): Mazda RX-7 (FD3S)
- Midnight Cinderella (12時過ぎのシンデレラ): Mazda RX-8 (SE3P)
- Death Driver (死神ドライバー): Mazda RX-8 (SE3P)

## Sistema de tarjetas

### Tarjeta configurada
El juego utiliza un sistema de cartas original para tunear el coche del jugador y desbloquear escenarios de personajes adicionales (Modo Historia), modos de juego o vehículos. Las cartas de ajuste se conocen como cartas de "Habilidad", a saber: Sintonizador (rosa), Cuerpo (amarillo), Configuración (verde), Varios (azul) y Resistencia del motor (púrpura).
El juego fuera de línea se completa una vez que se han reunido las 128 cartas. Cada tarjeta se desbloquea cuando se completa una misión en un modo de juego en particular (Modo Historia, Modo Contrarreloj, Modo Supervivencia o Modo Velocidad Máxima), aunque algunas tarjetas necesitan que el jugador alcance un cierto Nivel de Usuario a través del modo en línea Wangan Connection.

### Personalizar coche
El ajuste cosmético se limita al cambio del capó, el silenciador y el alerón trasero (sin embargo, la pintura y los adhesivos preestablecidos están disponibles en algunos vehículos de bonificación). Las piezas mejoradas están disponibles una vez que se hayan desbloqueado y utilizado sus respectivas tarjetas.

## Vídeos oficiales
El 22 de junio de 2007 se lanzó un video de promoción Full HD en la PlayStation Store japonesa y del sudeste asiático. Este reportaje fue seguido por el lanzamiento del comercial de televisión japonés.

## Recepción
El juego fue bien recibido en Japón ya que un relanzamiento de los grandes éxitos de "PlayStation 3 the Best" estuvo disponible desde el 24 de julio de 2008.